# The Woman in Room 13 (film, 1932)
Pour l’article homonyme, voir The Woman in Room 13 (film, 1920).
The Woman in Room 13 est un film américain en noir et blanc réalisé par Henry King, sorti en 1932. 
Il s'agit d'un remake du film L'Appartement n°13 (The Woman in Room 13), réalisé par Frank Lloyd en 1920.

## Synopsis
Laura Bruce est divorcée de son mari à la suite d'un terme matrimonial désagréable. Elle épouse ensuite Paul Ramsey, qu'elle a toujours aimé. Dick Turner, son employeur et amoureux de Laura, envoie son mari en voyage d'affaires. Un meurtre est commis et le détective John Bruce cherche à attacher le crime à Paul. Après avoir échoué à le faire, une fin heureuse en résulte.

## Fiche technique
- Titre original : The Woman in Room 13
- Réalisation : Henry King
- Scénario : Guy Bolton, d'après la pièce The Woman in Room 13 de Samuel Shipman, Max Marcin et Percival Wilde
- Direction artistique : William Darling
- Costumes : David Cox
- Photographie : John Seitz
- Son : W. W. Lindsay Jr.
- Montage : Al De Gaetano
- Chansons :
  - Love at Dusk, paroles de Robert Browning, musique de James F. Hanley
  - Harp with a Broken Wing, paroles de Joseph McCarthy, musique de James F. Hanley
- Société de production : Fox Film Corporation
- Société de distribution : Fox Film Corporation
- Pays de production :  États-Unis
- Langue : anglais
- Format : noir et blanc — 35 mm — 1,37:1 — son : mono (Western Electric System)
- Genre : policier, mélodrame
- Durée : 58 min
- Dates de sortie :
  - États-Unis : 15 mai 1932
  - France : 15 juillet 1932

## Distribution
- Elissa Landi : Laura Bruce
- Ralph Bellamy : Major John Bruce
- Neil Hamilton : Paul Ramsey
- Myrna Loy : Sari Lodar
- Gilbert Roland : Victor LeGrand
- Walter Walker : Howard Ramsey
- Luis Alberni : Peppi Tonelli
- Charley Grapewin : Andy Parker